# Lemoore
Lemoore – miasto w Stanach Zjednoczonych, w stanie Kalifornia, w hrabstwie Kings.